# Roussillon
Roussillon (catalansk: Rosselló, spansk: Rosellón) er et landskab i det sydligste Frankrig, som svarer til departementet Pyrénées-Orientales bortset fra landskabet Fenouillèdes. Roussillon er den franske del af Catalonien og grænser op til den spanske del af Catalonien mod syd, Andorra mod vest, departementet Aude og Fenouillèdes mod nord og Middelhavet mod øst.
Roussillon omfatter i dag også landskaberne Conflent, Vallespir, Haute Cerdagne og Capcir, men oprindeligt var Roussillon et catalansk comarca, som kun omfattede den østlige del af det nuværende område.
Den østlige del udgøres hovedsageligt at den frugtbare Roussillon-slette.
Den største og dominerende by er Perpignan. Andre byer er Elne, Canet-en-Roussillon, Argelès-sur-Mer, Rivesaltes og Thuir.

## Historie
Roussillon var et grevskab fra det 9. århundrede til 1172, hvorefter det kom under Aragonien. Roussillon blev fransk efter Pyrenæerfreden i 1659. Indtil 1790 udgjorde det provinsen Roussillon. Herefter blev det sammen med Fenouillèdes omdannet til departementet Pyrénées-Orientales.
- Roussillon-sletten med Canigou i baggrunden
- Perpignan
- Stranden ved Canet
- Castelnou

42°30′N 2°45′Ø / 42.5°N 2.75°Ø